# Шкија (дуван)
Шкија је колоквијални назив за дуван равњак сађен на ширем подручју Херцеговине и Далмације. Источна Херцеговина је од најстаријих времена постојбина ове врсте дувана, а касније се узгој проширио и на западни дио ове регије, као и на јужни дио Далмације познат као Имотска Крајина. 
Врхунац у откупу и узгајању ове врсте дувана био је током, те нарочито крајем 80-их година 20. вијека. 
Током 90-их година, дувана је на херцеговачком подручју готово нестало. Нестанком говеда, нестало је и природног гнојива, које је било нужно при гнојењу, да би дуван био добар. Узгој се задржао само на неким изузетно руралним подручјима.